# Wiślica

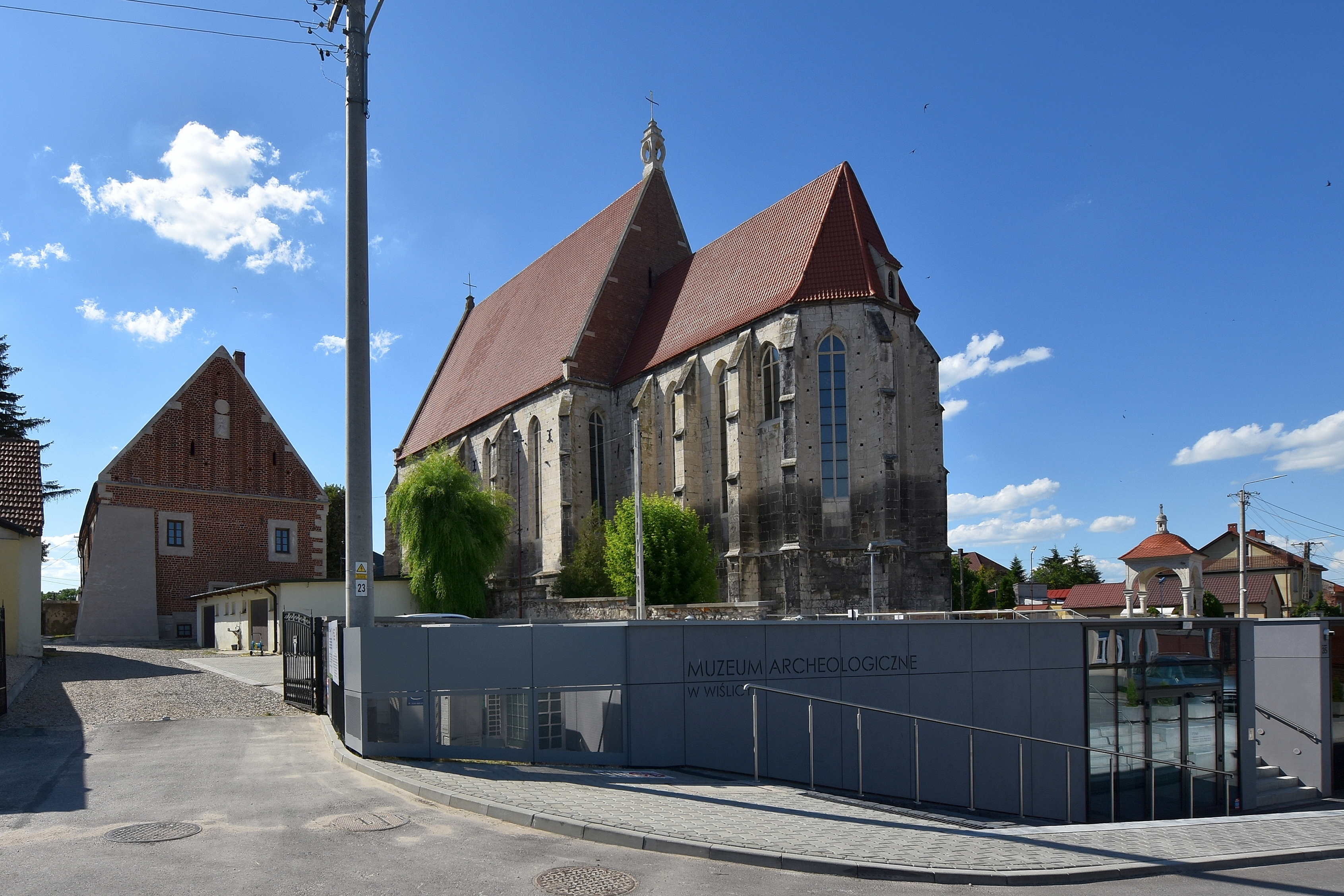
Bazylika kolegiacka w Wiślicy

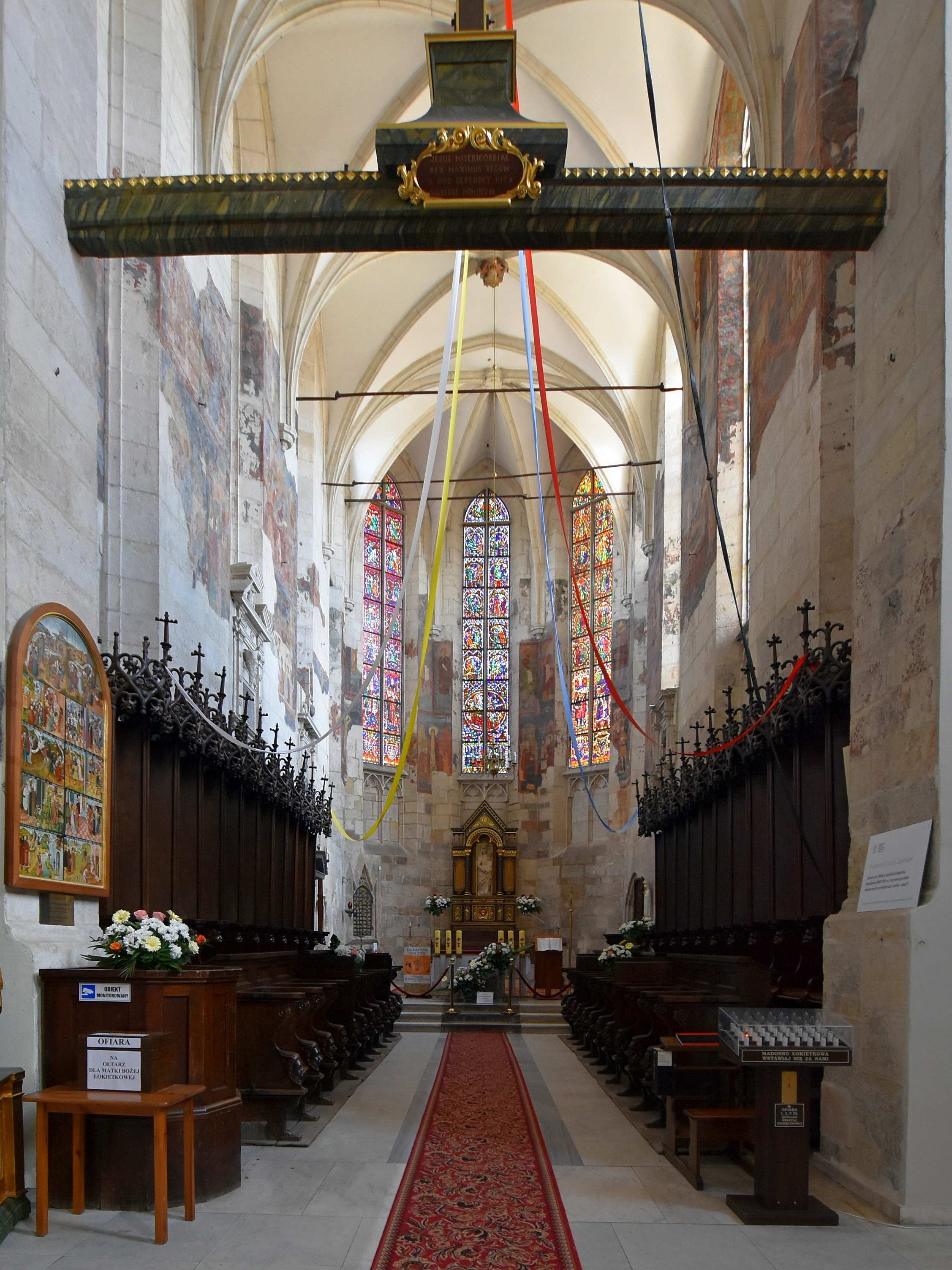
Wnętrze bazyliki – prezbiterium bazyliki wiślickiej

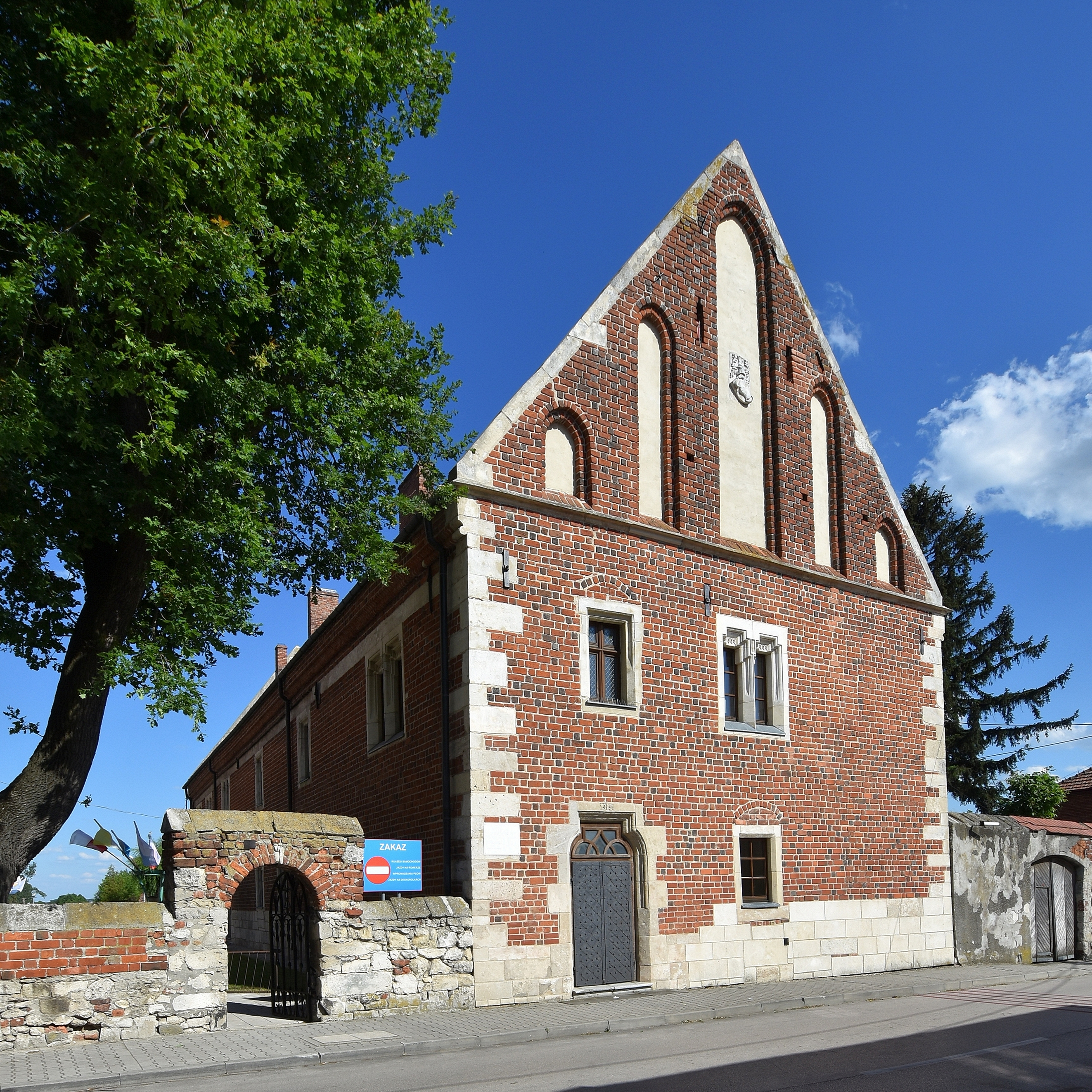
Dom Długosza

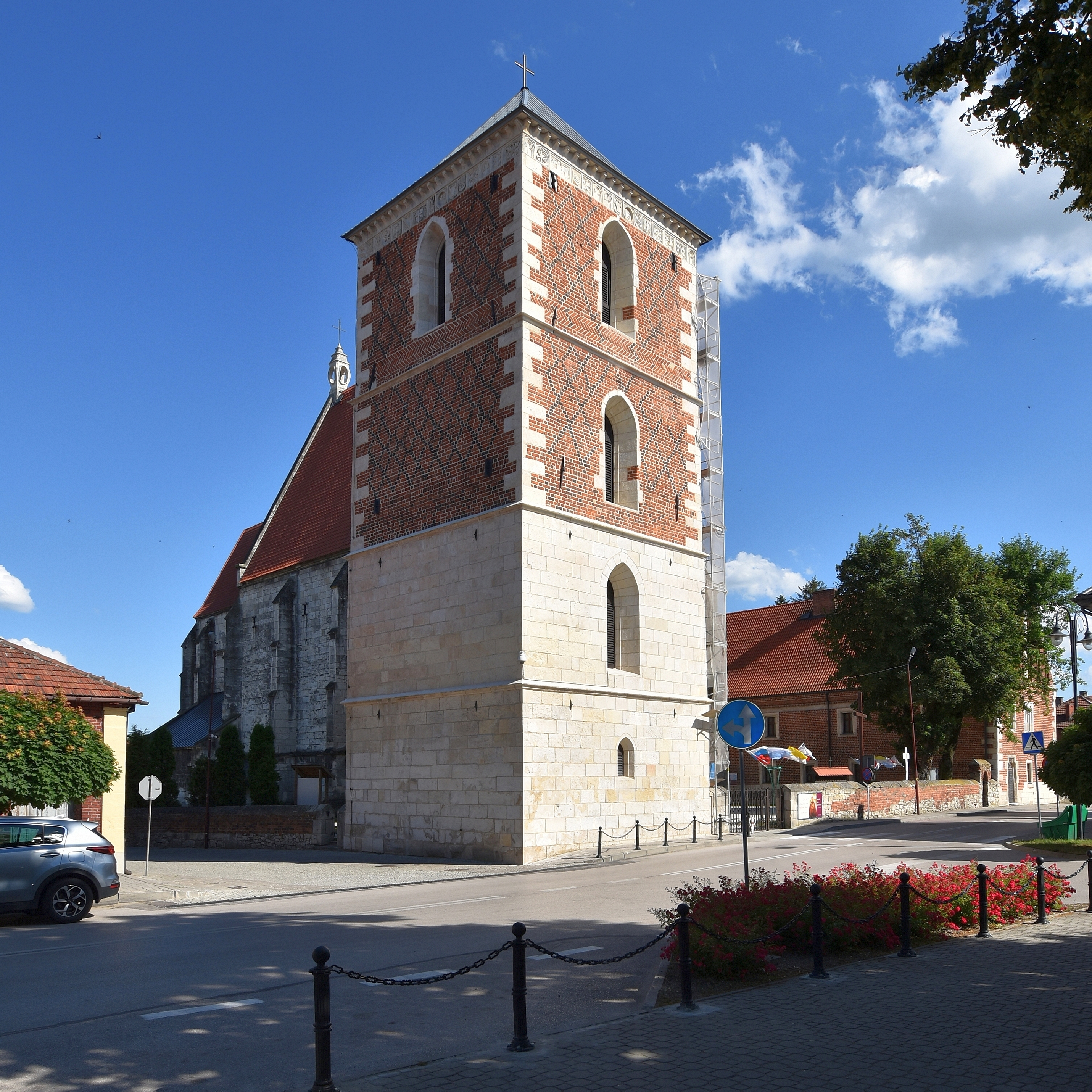
Dzwonnica

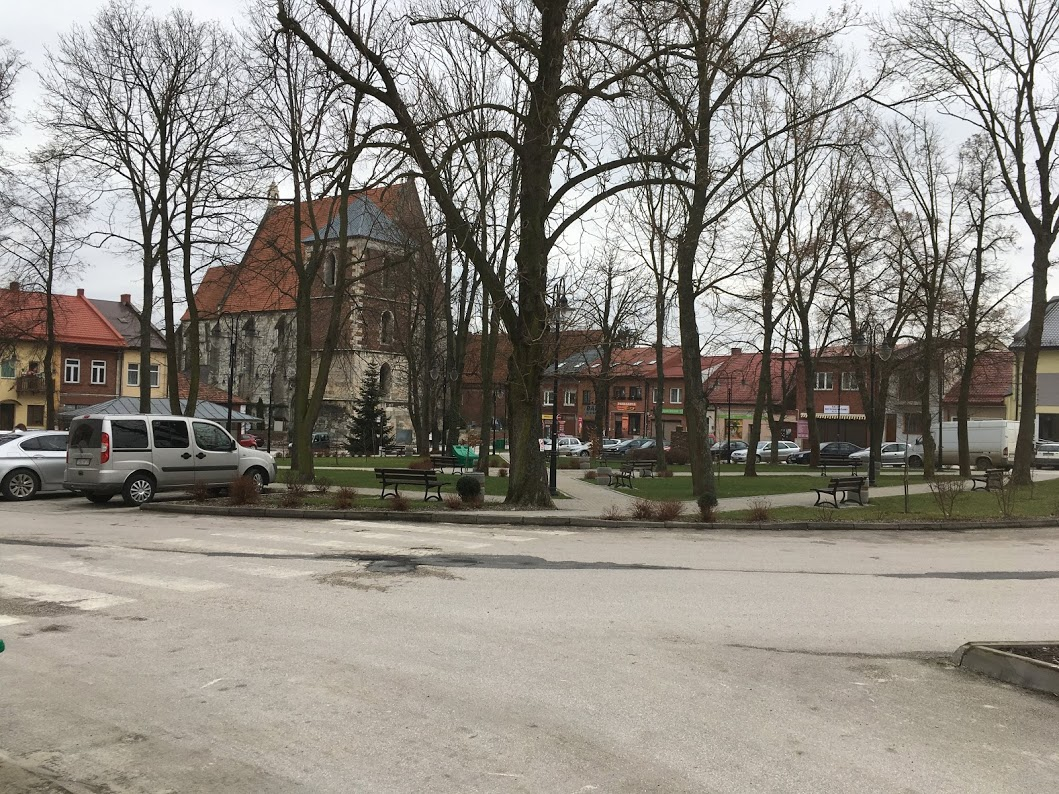
Park miejski Wiślicy

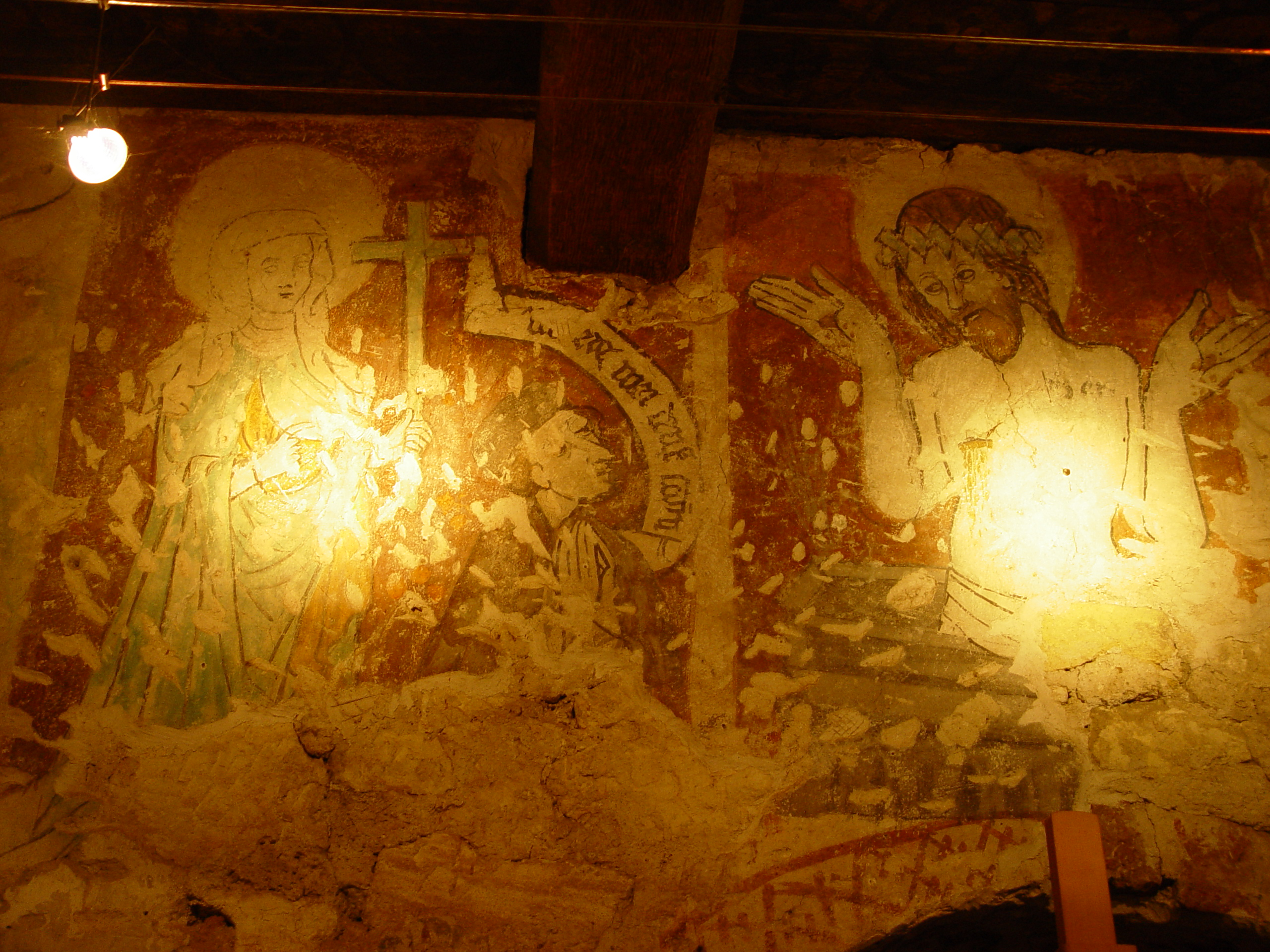
Wizerunek Jana Długosza na XV w. polichromii ściennej w Domu Długosza w Wiślicy

Wiślica – miasto w Polsce, położone w województwie świętokrzyskim, w powiecie buskim, siedziba gminy Wiślica.
Prawa miejskie uzyskała w 1326, utraciła je w 1870 r. Status miasta odzyskała z dniem 1 stycznia 2018, stając się ludnościowo najmniejszym miastem Polski z 503 mieszkańcami, wypierając dotychczasowe Wyśmierzyce (920 mieszkańców w 2016 roku) o 45%. Dla porównania Kozy, największa pod względem ludności wieś Polski, liczy 12 529 mieszkańców (31 grudnia 2013). 1 stycznia 2019, pobliski Opatowiec odzyskując prawa miejskie stał się najmniejszym miastem Polski z 338 mieszkańcami, wypierając Wiślicę po zaledwie jednym roku posiadania tego tytułu.
W 2024 roku w Wiślicy odnotowano największy w Polsce procentowy spadek ludności spośród wszystkich miast (– 5,41%).
W drugiej połowie XVI wieku Wiślica była miastem królewskim w powiecie wiślickim województwa sandomierskiego.

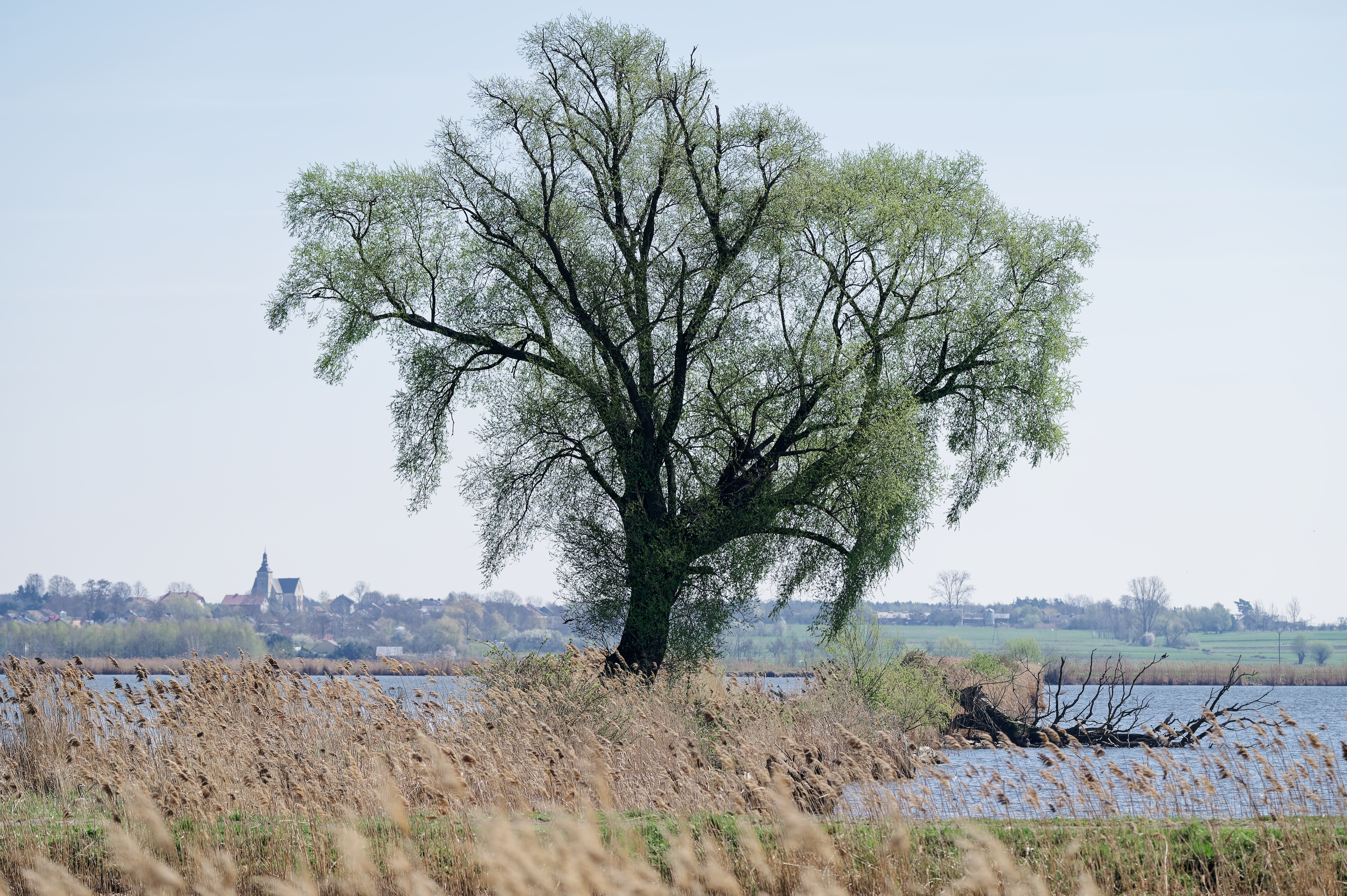
Widok na Wiślicę z Górek

## Położenie
Wiślica położona jest na Ponidziu, na lewym brzegu Nidy, w Nadnidziańskim Parku Krajobrazowym.
Przez miejscowość przebiega droga wojewódzka nr 776 z Buska-Zdroju do Kazimierzy Wielkiej.
Wiślica jest punktem początkowym  niebieskiego szlaku turystycznego prowadzącego do Pińczowa oraz  zielonego szlaku turystycznego prowadzącego do Grochowisk. Przez miasto przebiega szlak Małopolska Droga św. Jakuba oraz Via Jagiellonica.
W Wiślicy przez długi czas kończyła swój bieg Świętokrzyska Kolej Dojazdowa. Obecnie od około 20 lat z uwagi na dewastację i kradzież znacznych fragmentów torowisk nie prowadzi się już pociągów na tym odcinku.

## Historia
Według legendy nazwa osady pochodzi od imienia jej założyciela, księcia Wiślan Wiślimira, który wraz ze swoim otoczeniem miał przyjąć chrzest w 880 roku. Wspomina o tym tak zwana legenda panońska, czyli Żywot św. Metodego. Dokument mówi o przymusowym chrzcie pogańskiego księcia Wiślan. Dla części badaczy wzmianka ta była dowodem, że w IX wieku istniało silne państwo Wiślan ze stolicą w Wiślicy. Współcześnie jednak nie ma już wątpliwości co do stołecznej roli Krakowa w ich państwie.
Około 990 gród został włączony w obręb państwa Piastów. Wiślica stała się w tym czasie obok Krakowa i Sandomierza jednym z najważniejszych ośrodków administracyjnych w Małopolsce. Na początku XI wieku Bolesław Chrobry wzniósł nieopodal osady targowej gród obronny, którego zadaniem było strzec przeprawy przez Nidę. Przez Wiślicę przebiegał szlak handlowy prowadzący z Pragi i Krakowa na Ruś Kijowską.
W połowie X wieku na wyspie zwanej Regia powstał drugi warowny gród. Wiślica w XI wieku składała się więc z dwóch grodów, z których jeden stale obsadzony przez drużynę książęcą, miał typowo militarny charakter. Pomiędzy nimi rozwijała się osada handlowa z kościołem grodowym. W XI wieku zbudowano kościół św. Mikołaja. Pod koniec XI wieku osada została spalona, nie zatrzymało to jednak jej rozwoju. W 1135 Wiślica została zniszczona, być może splądrowana przez Rusinów i Połowców (szczegóły tego wydarzenia wymagają dalszych badań). Po śmierci Bolesława Krzywoustego i rozbiciu dzielnicowym Wiślica znalazła się w dzielnicy sandomierskiej.
Za panowania księcia Henryka Sandomierskiego Wiślica stała się ponownie jednym z najważniejszych małopolskich miast. Po weryfikacji wcześniejszych badań stwierdzono, że wszystkie budowle kamienne na Regii powstały nie wcześniej niż w drugiej połowie XII wieku. Książę ufundował w Wiślicy zgromadzenie kanoników oraz pierwszą wiślicką kolegiatę. Budowa kolegiaty została ukończona za rządów jego brata Kazimierza Sprawiedliwego.
Książę Kazimierz wyznaczył Wiślicę na główną siedzibę swojego dworu. Na Regii powstał pałac składający się m.in. z dwóch palatiów połączonych z kaplicami o kształcie rotundy. W tym samym czasie odbudowano gród położony na wschód od osady. Za panowania księcia Kazimierza Wiślica stała się ośrodkiem kultury i sztuki; w tym czasie powstała tu płyta wiślicka.

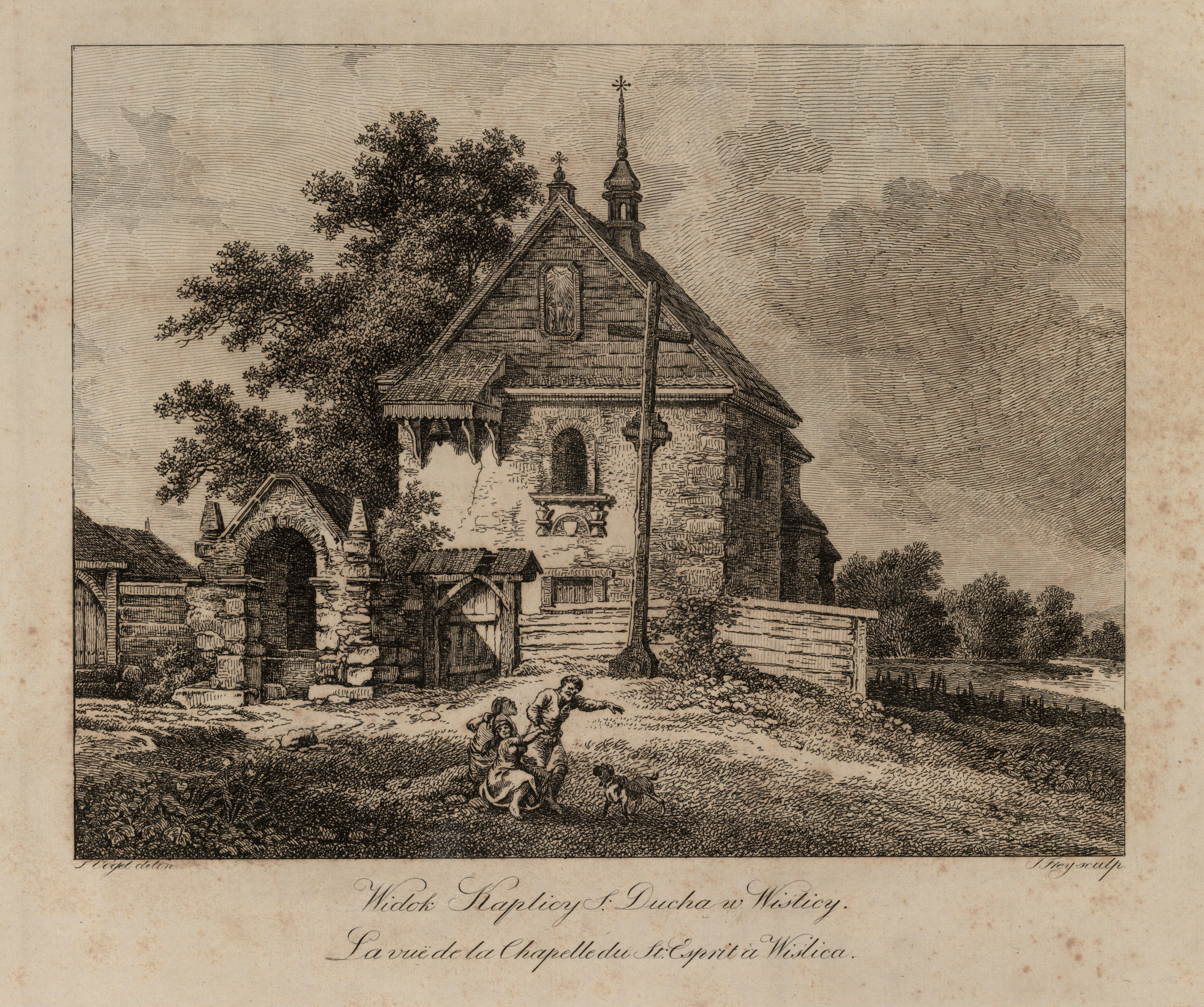
Szpitalny Kościół św. Ducha

W 1241 miasto zostało doszczętnie zniszczone podczas najazdu Mongołów. W połowie XIII wieku o Wiślicę toczyli długoletni spór książęta piastowscy. W 1291 miasto znalazło się we władaniu Władysława Łokietka. W 1292 książę został wygnany, a Wiślica znalazła się w granicach królestwa Wacława II. W 1304 Łokietek na czele węgierskich posiłków odzyskał Wiślicę.
Po zdobyciu przez Łokietka korony polskiej Wiślica stała się jednym z najważniejszych ośrodków królestwa. Przed 1326 uzyskała prawa miejskie. Odbywały się tu zjazdy rycerstwa małopolskiego oraz ogólnopolskiego. W 1347 król Kazimierz Wielki zatwierdził tu statuty wiślickie. W latach 60. XIV wieku Kazimierz Wielki wzniósł niewielki zamek i otoczył miasto obronnym murem z trzema bramami: Buską, Krakowską i Zamkową. Ufundował także trzecią i zachowaną do dzisiaj kolegiatę wiślicką.
6 grudnia 1382, po śmierci Ludwika Węgierskiego, w Wiślicy odbył się zjazd szlachty małopolskiej, podczas którego doszło do spotkania z poselstwem węgierskim.
12 marca 1409 w Krakowie król Jagiełło nadał Wiślicy prawo magdeburskie.
W XV wieku w Wiślicy oraz pobliskim Nowym Mieście Korczynie odbywały się zjazdy szlachty. Jan Długosz prowadził tu w tym czasie edukację synów króla Kazimierza Jagiellończyka.

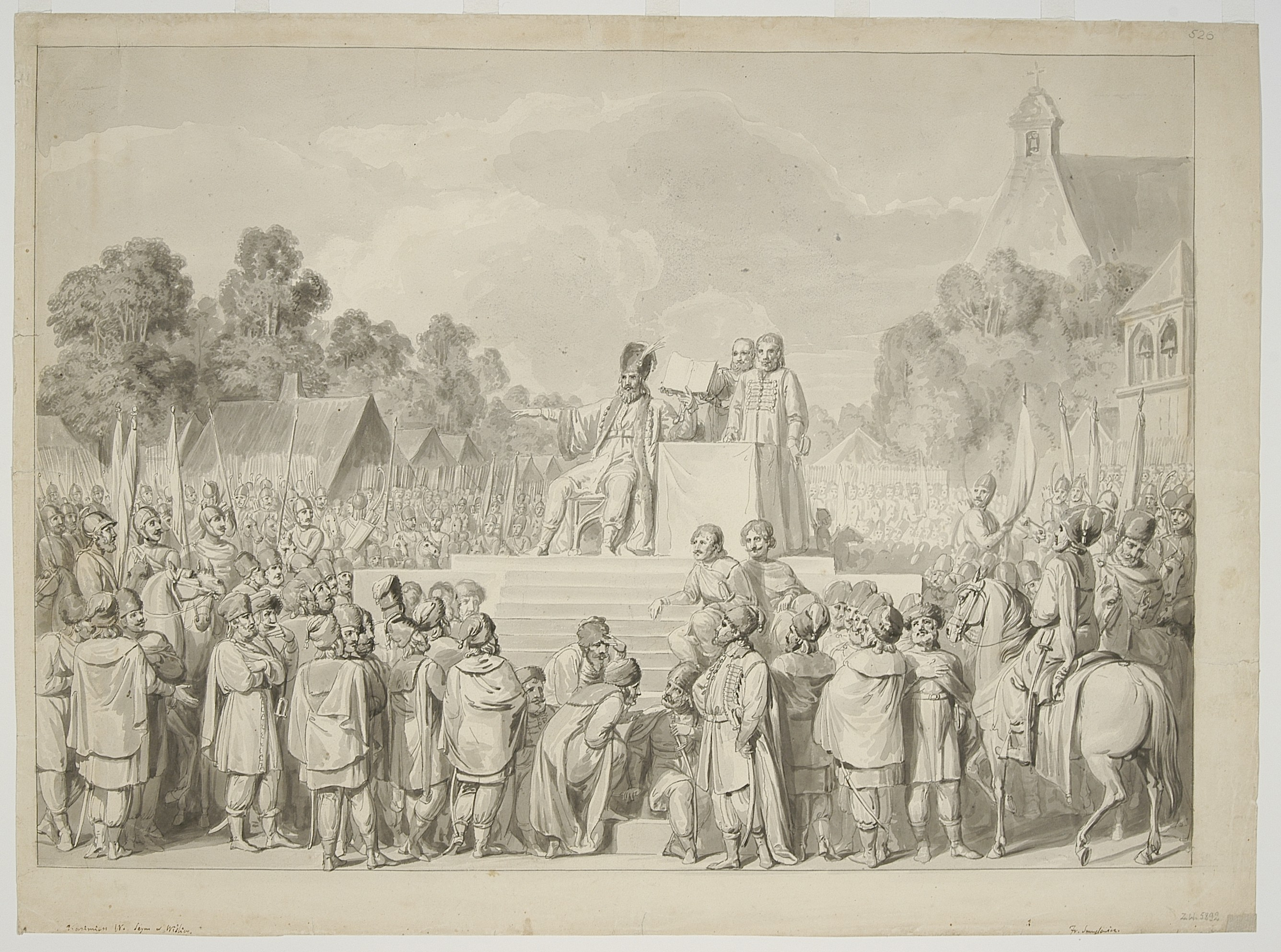
Kazimierz Wielki - Seym w Wislicy

Miasto od czasów Kazimierza Wielkiego aż do rozbiorów było siedzibą sądu ziemskiego.
W XVI wieku miasto było ważnym ośrodkiem rzemieślniczym. Działało tu wówczas dwanaście cechów. W 1528 w Wiślicy powstały wodociągi, na których budowę zezwolił król Zygmunt I Stary. W 1540 roku Wiślica uzyskała przywilej de non tolerandis Judaeis.
Miejscowość związana z działalnością braci polskich. Józef Szymański w pracy „Szlakiem Braci Polskich” wspomina o działającym tu w XVI wieku zborze braci polskich.
W 1587 w Wiślicy miał miejsce sejm elekcyjny podczas którego nastąpiła podwójna elekcja: arcyksięcia Maksymiliana Habsburga oraz Zygmunta Wazy. Miasto zostało w tym czasie zajęte przez wojska Krzysztofa Zborowskiego, zwolennika arcyksięcia Maksymiliana. Ostatecznie na króla wybrany został Zygmunt Waza, któremu poparcia udzielił kanclerz wielki koronny Jan Zamoyski. W 1606 w czasie rokoszu Zebrzydowskiego w Wiślicy odbył się zjazd zwolenników króla.
Miejscowość podupadła w XVII wieku, w czasie potopu szwedzkiego. W 1657 została zniszczona przez wojska Jerzego Rakoczego. W 1766 rozebrano zamek, w 1820 kościoły św. Marcina i Ducha Świętego, a pod koniec XIX wieku dawne mury miejskie. W 1869, po powstaniu styczniowym, Wiślica utraciła prawa miejskie.
W czasie I wojny światowej osada znalazła się na linii frontu. Austriacka artyleria ją zbombardowała, poważnie uszkadzając, między innymi, kolegiatę. Została ona odbudowana w latach 20. XX wieku.

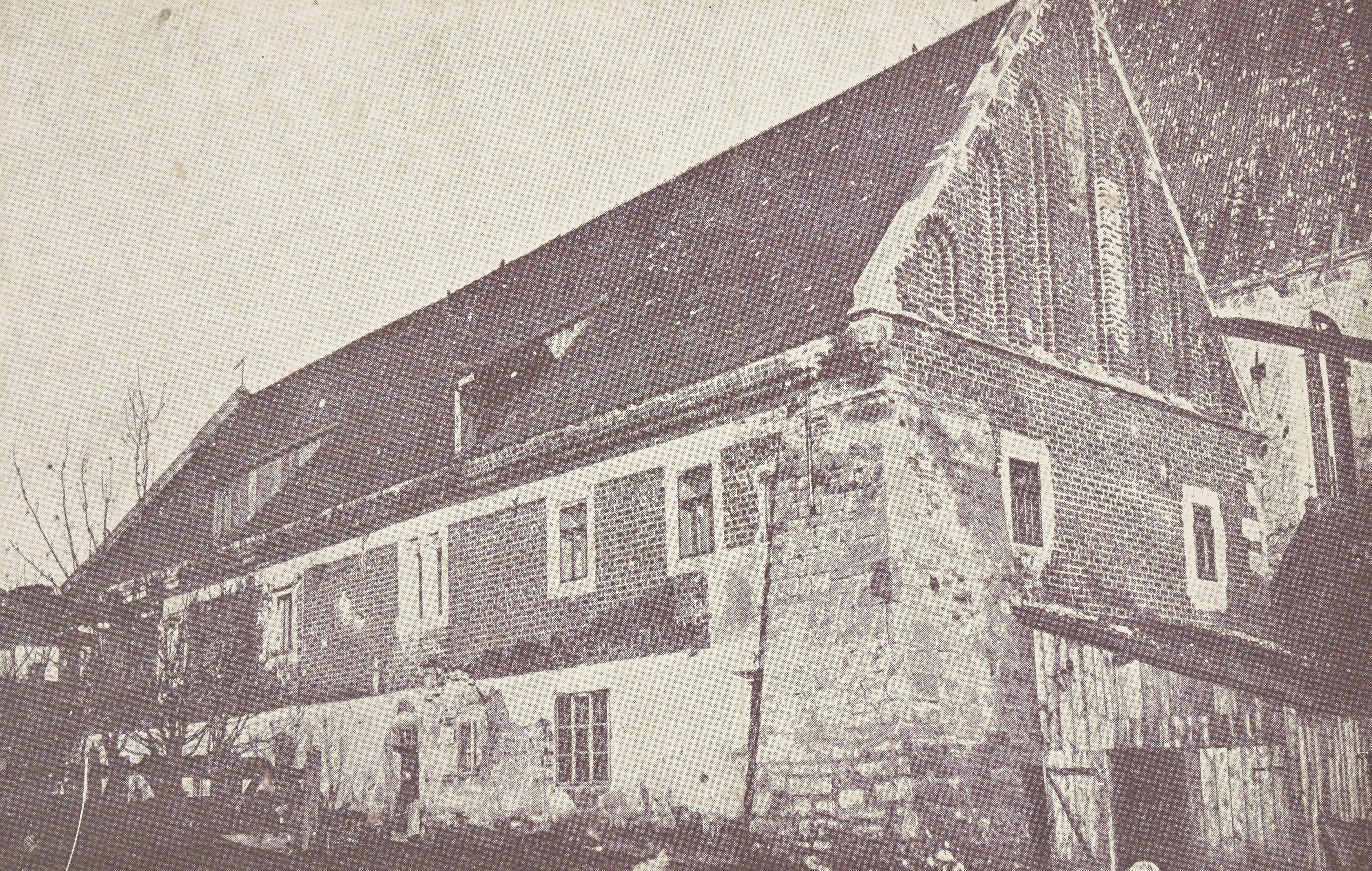
Dom Długosza ok. 1915 roku

Podczas okupacji hitlerowskiej, w maju 1941 roku Niemcy utworzyli getto dla żydowskich mieszkańców. Przebywało w nim około 2200 Żydów. W 3 października 1942 zostali wywiezieni do getta w Pińczowie, a stamtąd do obozu zagłady Treblinka II i tam zamordowani.
W 1958 w trakcie badań archeologicznych odkryto pozostałości dawnych, romańskich kościołów w podziemiach kolegiaty.
17 lipca 1966, podczas uroczystości 1000-lecia chrztu Polski, prymas Polski, kard. Stefan Wyszyński i abp Karol Wojtyła dokonali uroczystej koronacji figury Matki Bożej Łokietkowej, zwanej Uśmiechniętą, znajdującej się w ołtarzu głównym wiślickiej świątyni.
1 września 1974 miały miejsce uroczystości 50-lecia odnowienia wiślickiej kapituły kolegiackiej. Przewodniczył im metropolita krakowski abp Karol Wojtyła w asyście biskupów kieleckich i 60 księży.
W latach 1975–1998 Wiślica administracyjnie należała do województwa kieleckiego.
1 października 2004 papież Jan Paweł II nadał wiślickiej świątyni godność bazyliki mniejszej.
7 września 2013 odbyło się wprowadzenie relikwii krwi Jana Pawła II do wiślickiej bazyliki mniejszej. Sobotniej Mszy świętej przewodniczył metropolita krakowski abp kard. Stanisław Dziwisz, który przy tej okazji wygłosił okolicznościową homilię.
W 2016 odbyły się konsultacje społeczne w sprawie nadania miejscowości statusu miasta, w których wzięły udział 302 osoby na 424 uprawnionych (frekwencja wyniosła 71%). Pomysł ten poparły 293 osoby (97% głosujących), przeciw głosowało 7 osób (2%), zaś 2 osoby (1%) wstrzymały się od głosu.
W maju 2019 pierwszy w historii tytuł honorowego obywatela miasta Wiślica otrzymał Piotr Gliński.

## Zabytki
- bazylika kolegiacka Narodzenia Najświętszej Marii Panny w Wiślicy z 1350, ufundowana przez Kazimierza Wielkiego, ponoć jako pokuta za zabójstwo kanonika Marcina Baryczki (tzw. kościół ekspiacyjny). Wnętrze zdobią gotyckie sklepienia: krzyżowo-żebrowe i ostrołukowe, oparte na trzech filarach na środku bazyliki. Jest to najstarszy i największy kościół dwunawowy w Polsce. Kościół został częściowo zniszczony w czasie I wojny światowej przez Austriaków. Odbudowany został w latach 1919–1926 według projektu Adolfa Szyszko-Bohusza. W prezbiterium widoczne są fragmenty fresków rusko-bizantyjskich z lat 1397–1400 fundacji Władysława Jagiełły. W głównym ołtarzu umieszczono figurę Matki Boskiej (tzw. Madonna Łokietkowa) z około 1300.
- podziemia bazyliki, w których znajdują się pozostałości dwóch wcześniejszych romańskich kościołów, datowanych kolejno na XII i XIII wiek, oraz unikatowa płyta orantów, datowana na 1175 i stanowiąca wspaniały przykład sztuki romańskiej.
- dom Długosza – wikariat z 1460. Ta budowla z cegły, ufundowana przez słynnego kronikarza Jana Długosza, służyła jako mieszkanie dla wikariuszy kolegiaty wiślickiej. We wnętrzach odkryto fragmenty polichromii z XV wieku. Obecnie mieści się w nim plebania i wiślickie muzeum.
- kościół św. Mikołaja – pozostałości romańskiego kościoła datowanego na XI wiek, wraz z kaplicą grobową
- misa chrzcielna – niecka gliniano-gipsowa hipotetycznie służąca do chrztów zbiorowych
- dzwonnica znajdująca się na lewo od wejścia, przy zachodniej fasadzie bazyliki. Budowlę wzniesiono w latach 1460–1470, została ona ufundowana przez Jana Długosza. W 1858 uległa pożarowi. Odrestaurowano ją w 1872 dodając neogotycki hełm. Dzwonnica została uszkodzona w czasie austriackich bombardowań w 1915. W 1919 naprawiono ją, likwidując jednak hełm XIX-wieczny. Budowla ma plan kwadratu i posiada cztery kondygnacje. Na częściowo zrekonstruowanym fryzie umieszczone są herby Korony i Litwy, a także szlacheckie: Dębno, Wieniawa, Grzymała, Ogończyk, Pilawa, Nałęcz, Rawicz oraz Poraj.
- Grodzisko „na łąkach” z końca X wieku ze śladami murów z XII wieku[24]
- Grodzisko in Regia z końca X wieku (w obrębie miasta), gdzie odkryto dwa palatia i dwie romańskie rotundy z XII wieku[25]
- kamienica Bractwa Różańcowego, z sienią przejazdową. Zapisana bractwu w 1677 przez księdza kanonika Jana Rudnickiego. Znajdowała się na rogu Rynku i ulicy Jasnej. Zburzona na początku kwietnia 2009[26]
- figura męki Pańskiej z drugiej połowy XVII wieku, przy placu Solnym
- św. Jan Nepomucen w pozie modlitewnej, przy ulicy Tysiąclecia Państwa Polskiego

### Rejestr zabytków nieruchomych
Do rejestru zabytków nieruchomych wpisane są obiekty:
- miasto XI–XVI w., nr rej.: A.84 z 22.10.1947,
- zespół kościoła kolegiackiego, nr rej.: A.85/1-3 z 3.12.1956 i z 21.02.1966:
  - kościół parafialny pw. Narodzenia NMP z lat 1350–1360, odbudowany w 1919–1926,
  - dzwonnica z lat 1460–1470, odbudowana w 1919,
  - wikarówka „Dom Długosza”, obecnie plebania i Muzeum Archeologiczne, ul. Długosza 26, z 1460, przebudowana w 1873,
- fundamenty kościoła romańskiego św. Mikołaja, ul. Batalionów Chłopskich, z XI–XII w., nr rej.: A.86 z 1.08.1958 i z 21.02.1966,
- kamienica „Różańcowa”, Rynek 34 / ul. Jasna 1, z XVII w., przebudowana w XVIII/XIX w., nr rej.: A.87 z 22.09.1948 i z 11.02.1967.

## Transport
Wiślica nie posiada pasażerskich połączeń kolejowych. Komunikację pasażerską zapewnia przedsiębiorstwo PKS Busko Zdrój oraz przewoźnicy prywatni. Miasto posiada bezpośrednie połączenia autobusowe z Kielcami, Krakowem, Katowicami, Buskiem, Kazimierzą Wielką, Miechowem, Żywcem, a w weekendy również z Lublinem.

## Kultura
W związku z dużym nagromadzeniem materii zabytkowej, 20 maja 1966 roku z inicjatywy Zespołu Badań nad Polskim Średniowieczem powołano Muzeum Regionalne, które funkcjonuje obecnie jako Muzeum Archeologiczne w Wiślicy Oddział Muzeum Narodowego w Kielcach. Instytucja ma na celu opiekę nad całością wiślickiego zespołu zabytkowego obejmującego swoim zakresem ogół miejscowości. Podstawową misją Muzeum jest upowszechnianie historii miejscowości, która w doskonały sposób, poprzez namacalne świadectwa przeszłości, odzwierciedla przemiany zachodzące na terenie Polski począwszy od IX w. aż po współczesność.

## Wspólnoty wyznaniowe
Kościół rzymskokatolicki:
- parafia Narodzenia NMP

Świadkowie Jehowy
- zbór w WiślicyDane według wyszukiwarki zborów, na oficjalnej stronie Świadków Jehowy jw.org [dostęp 2013-01-02].

## Sport
W miejscowości działa założony w 1948 klub sportowy LKS „Gród” Wiślica, który prowadzi sekcję piłki nożnej.